# Lars Pettersson
Lars Erik Pettersson (* 19. März 1925 in Västerås; † 8. Mai 1971 ebenda) war ein schwedischer Eishockeyspieler. 

## Karriere
Lars Pettersson begann seine Karriere als Eishockeyspieler in seiner Heimatstadt bei Västerås IK, für dessen Profimannschaft er von 1945 bis 1950 in der Division 1, der damals höchsten schwedischen Spielklasse, aktiv war. Anschließend verbrachte er zwei Jahre bei dessen Ligarivalen AIK Solna, ehe er von 1952 bis 1954 erneut für seinen Heimatverein Västerås IK auflief, bei dem er anschließend seine Karriere im Alter von 29 Jahren beendete. 

### International
Für Schweden nahm Pettersson an den Olympischen Winterspielen 1952 in Oslo teil, bei denen er mit seiner Mannschaft die Bronzemedaille gewann. Als bestes europäisches Team wurde Schweden zudem Europameister.

## Erfolge und Auszeichnungen
- 1952 Bronzemedaille bei den Olympischen Winterspielen